# Iskrovci
Iskrovci (izvirno srbsko Искровци) je naselje v Srbiji, ki upravno spada pod Občino Dimitrovgrad; slednja pa je del Pirotskega upravnega okraja.

## Demografija
V naselju, katerega izvirno (srbsko-cirilično) ime je Искровци, živi 37 polnoletnih prebivalcev, pri čemer je njihova povprečna starost 64,1 let (59,4 pri moških in 68,8 pri ženskah). Naselje ima 22 gospodinjstev, pri čemer je povprečno število članov na gospodinjstvo 1,73.
Prebivalstvo je večinoma nehomogeno.
|  |

| Demografija | Demografija     | Demografija     |
| Leto        | Št. prebivalcev | Št. prebivalcev |
| ----------- | --------------- | --------------- |
|             |                 |                 |
|             |                 |                 |
|             |                 |                 |
|             |                 |                 |
| 1948        | 556             |                 |
| 1953        | 556             |                 |
| 1961        | 378             |                 |
| 1971        | 260             |                 |
| 1981        | 137             |                 |
| 1991        | 61              | 61              |
| 2002        | 38              | 38              |
|             |                 |                 |

| Etnična sestava po popisu iz leta 2002 | Etnična sestava po popisu iz leta 2002 | Etnična sestava po popisu iz leta 2002 | Etnična sestava po popisu iz leta 2002 | Etnična sestava po popisu iz leta 2002 |
| -------------------------------------- | -------------------------------------- | -------------------------------------- | -------------------------------------- | -------------------------------------- |
| Bolgari                                | Bolgari                                |                                        | 19                                     | 50,0%                                  |
| неизјашњени                            | неизјашњени                            |                                        | 16                                     | 42,11%                                 |
| Srbi                                   | Srbi                                   |                                        | 1                                      | 2,63%                                  |
| Neznano                                | Neznano                                |                                        | 2                                      | 5,26%                                  |